# Stanley Cup
Stanley Cup er et trofæ, der årligt overrækkes til slutspilsmestrene i det bedste nordamerikanske ishockeyliga, National Hockey League (NHL). Det er det ældste eksisterende trofæ, der uddeles til professionelle sportshold i Nordamerika, og International Ice Hockey Federation (IIHF) betragter det som et af "de vigtigste mesterskaber i sporten". Trofæet blev introduceret i 1892 som Dominion Hockey Challenge Cup og er opkaldt efter Lord Stanley of Preston, der var Canadas generalguvernør i 1888-93, og som donerede det som præmie til Canadas bedste amatørishockeyklub. Hele Stanley-familien støttede sporten; sønnerne og døtrene spillede og promoverede alle ishockey. Den første pokal blev overrakt i 1893 til Montreal Hockey Club, og modtagerne fra 1893 til 1914 blev afgjort både i form af udfordringskampe og turneringsspil i ligaform. Professionelle hold blev i 1906 berettigede til at udfordre Stanley Cup-indehaveren. I 1915 indgik National Hockey Association (NHA) og Pacific Coast Hockey Association (PCHA), de to førende professionelle ishockeyorganisationer, en aftale om at de to ligaers mestre hvert år skulle mødes i et opgør om Stanley Cup. I 1926 blev trofæet etableret som National Hockey Leagues de facto-mesterskabstrofæ, og i 1947 blev det også de jure ligaens mesterskabstrofæ.
Der findes tre Stanley Cup-pokaler: den oprindelige skål fra "Dominion Hockey Challenge Cup", den autentificerede "Presentation Cup" og den såkaldte "Permanent Cup" med rettede stavefejl, der udstilles i Hockey Hall of Fame, når Presentation Cup ikke er tilgængelig. Selvom NHL har opretholdt kontrol over trofæet og dets tilhørende varemærker, ejer NHL ikke trofæet men anvender det efter overenskomst med de to canadiske bestyrere af pokalen. NHL har registreret varemærker i tilknytning til pokalens navn og udseende, selvom nogle har bestridt, at ligaen har ret til at eje varemærker tilknyttet et trofæ, den ikke ejer.
Den oprindelige skål af sølv er 18,5 cm høj og 29 cm i diameter. Den nuværende Stanley Cup er toppet med en kopi af den oprindelige skål fremstillet af en legering af sølv og nikkel. Hele pokalen er 89,5 cm høj og vejer 15,6 kg. I modsætning til praksis i de øvrige professionelle sportsligaer i Nordamerika, bortset fra Grey Cup, bliver der ikke fremstillet en ny udgave af Stanley Cup hvert år. Vinderne beholdt oprindeligt trofæet, indtil en ny mester blev kåret, men pt. får mesterholdet kun lov til at beholde trofæet resten af sommeren og et begrænset antal dage i løbet af sæsonen. Hvert år siden 1924 har et udsnit af vinderholdets spillere, trænere, ledelse og personale fået deres navne indgraveret på dets bånd, hvilket er usædvanligt på sportspokaler. Der er imidlertid ikke plads til at medtage alle spillere og øvrigt personale, så nogle navne må udelades. Fra 1924 til 1940 blev der tilføjet et nyt bånd, hver gang pokalen blev uddelt, hvorfor den på grund af sin unaturligt høje facon fik øgenavnet "Stovepipe Cup" ("Komfurrørspokalen"). I 1947 blev pokalen formindsket, men ikke alle de store ringe fik samme størrelse. I 1958 blev den moderne pokal designet med fem store ringe i bunden, hvor hver ring har plads til navnene på 13 vinderhold. Hver 13. år, når den nederste ring på Stanley Cup er fyldt med navne, bliver den øverste af de fem store ringe fjernet fra pokalen og udstillet i Hall of Fame i Toronto. De fire resterende ringe bliver flyttet et niveau op, og en ny, blank ring bliver tilføjet i bunden. Det første vinderhold, der indgraveres på den nyeste ring, bliver i princippet (se afsnittet Indgravering nedenfor) synligt på trofæet de efterfølgende 65 år.
Pokalen bliver omtalt som The Cup, Lord Stanley's Cup, The Holy Grail eller spøgefuldt Lord Stanley's Mug. Stanley Cup er omgivet af adskillige fortællinger og traditioner, hvoraf den ældste er, at vinderholdet drikker champagne af den.
Siden sæsonen 1914-15 er pokalen blevet vundet 106 gange af 21 af de nuværende NHL-hold og fem hold, der ikke længere eksisterer. Den blev ikke uddelt i 1919 på grund af den spanske syge og i 2005 som følge af en lockout, der aflyste hele sæsonen. Den blev vundet af ni forskellige hold fra 1893 til 1914. Montreal Canadiens har rekorden for flest mesterskaber og har vundet pokalen 24 gange, og holdet er samtidig den seneste canadiske vunder af pokalen, idet det sejrede i Stanley Cup-finalen i 1993. Detroit Red Wings har vundet pokalen 11 gange, heraf senest i 2008, hvilket er rekord for de amerikanske NHL-hold.
De nuværende indehavere er Florida Panthers efter holdets sejr i Stanley Cup-finalen 2025, hvilket var den anden triumf i klubbens historie.

## Tradition
En tradition er, at alle spillere, der vinder trofæet, får lov til at tilbringe en dag med trofæet, hvor de end måtte ønske det. Som følge heraf har trofæet rejst mange steder i både Nordamerika og Europa og har sågar besøgt de canadiske soldater i Afghanistan. På disse rejser bliver trofæet altid ledsaget af mindst én vogter fra Hockey Hall of Fame.

## Indgravering
Ligesom Grey Cup, der uddeles til vinderne af Canadian Football League, bliver Stanley Cup indgravert med navnene på vinderholdets spillere, trænere, ledelse og personale. Det har imidlertid ikke altid været praksis, idet en af Lord Stanleys oprindelige betingelser var, at hvert mesterhold – for egen regning – kunne tilføje en ring til trofæet som minde om dets sejr. Til at begynde med var der kun en grundring, der af den første vinder, Montreal Hockey Club, var fastgjort til bunden af den oprindelige skål. Klubber fin indgraveret deres navne, som regel i formatet "HOLDNAVN" "VINDERÅR" på den ring, indtil den i 1902 var fyldt op. Den manglende plads til at indgravere vinderholdenes navne sammenholdt med deres manglende vilje til at betale for et nyt bånd medførte, at holdene markerede deres mesterskaber med en indgravering på selve skålen. Montreal Wanderers blev i 1907 den første klub, der prægede sit navn på indersiden af skålen, og den første mester, der tilføjede navne på 20 af holdets deltagere.
I 1908 efterlod Wanderers af ukendte årsager ikke klubbens navn på pokalen, på trods af at den havde nedkæmpet fire udfordrere. Året efter tilføjede Ottawa Senators det andet bånd til pokalen. På trods af den nyskabte plads tilføjede Wanderer i 1910 og Senators ikke deres navn på pokalen. Vancouver Millionaires blev i 1915 den andet hold, der indgraverede spillernavne på indersiden af skålen.
Millionaires-mesterholdet i 1918 endte med at fylde det bånd, som Senators i 1909 havde tilføjet. Ottawa Senators, Portland Rosebuds og Vancouver Millionaires indgraverede i 1915, 1916 hhv. 1918 alle deres navne på trofæet, selvom de ikke officielt vandt det i henhold til det nye PCHA-NHA-system. De havde kun vundet titlen i den foregående mesters liga og ville være blevet kåret som Stanley Cup-mestre under de gamle udfordringsregler. Vinderne i 1918 og 1920-23 valgte ikke at indgravere deres navne på pokalen.
I 1924 tilfæjede Montreal Canadiens et nyt bånd til pokalen, og siden da er indgravering af holdets navn og dets spillere været en ubrudt, årlig tradition. Oprindeligt blev der tilføjet et nyt bånd hvert år, hvilket fik trofæet til at vokse i højeden. Pokalen fik øgenavnet "Komfurrørspokalen" på grund af dens lighed med udstødningsrøret fra et komfur. Den mere og mere klodsede pokal blev redesignet i 1948 som en todelt cigarformet trofæ med en aftagelig skål og et aftageligt bånd. Denne pokal hædrede også de hold, der ikke havde indgraveret deres navne på den, herunder det ikke afgjorte opgør i 1918-1919-19 mellem Montreal Canadiens og Seattle Metropolitans.
Siden 1958 er der blevet fortaget adskillige mindre ændringer af pokalen. Det oprindelige bånd og skålen var for skrøbelige og blev udskiftet i 1963 hhv. 1969. Det moderne design i ét stykke blev introduceret i 1958, hvor den gamle "tønde" blev erstattet med en ny, fem bånd høj tønde, hvor hvert bånd kunne indeholde 13 vinderhold. Båndene var oprindeligt designet til at blive fyldt op i pokalens 100 års jubilæumsår i 1992, men navnene på Montreal Canadiens-spillerne i 1965 blev indgraveret på et større areal end tildelt, og der er således kun 12 hold på det bånd i stedet for 13. Da alle båndene i 1991 var fyldt op, blev den øverste ring fjernet og bevaret i Hockey Hall of Fame, og et nyt, blankt bånd blev tilføjet nederst på pokalen, således at Stanley Cup ikke voksede yderligere.
Endnu et nyt bånd skulle efter planen tilføjes nederst på pokalen efter sæsonen 2004-05, hvilket dog ikke skete på grund af lockouten. Efter kåringen af 2005-06-mestrene, Carolina Hurricanes, blev den nye ring endelig tilføjet (samtidig med at ringen, der oplistede mestrene fra 1940-41 til 1952-53), og den aflyste sæson blev anerkendt med ordene "2004–05 season not played".
Efter kåringen af 2017-18-mestrene, Washington Capitals, blev båndet, der oplistede vinderne fra 1953-54 til 1964-65, fjernet i september 2018, mens en ny ring til mestrene i sæsonerne 2017-18 til 2029-30 blev tilføjet i bunden af pokalen. Siden introduktionen af pokalen med fem ringe er hvert indgraverede hold synligt på pokalen mellem 52 og 65 år (i praksis blev dette dog reduceret med et år som følge af, at båndet for 1953-65 kun indeholdt 12 hold), afhængig af om et hold bliver indgraveret først eller sidst på en ny ring.
Der har gennem historien kun været fire officielle Stanley Cup-gravører. Den fjerde og nuværende er det Montreal-baserede sølvsmed Louise St. Jacques, som haft denne titel siden 1988.
Den nuværende pokal er 89,5 cm høj og vejer 15,6 kg. Ved dens 125 års jubilæum i 2017 havde Stanley Cup 3.177 navne indgraveret, heraf 1.331 spillernavne.

### Indgravering af navne
Under de nuværende regler, skal en spiller opfylde begge følgende kriterier for at være sikker på at få sit navn indgraveret på pokalen:
1. have spillet (eller været omklædt som reservemålmand) i mindst halvdelen af mesterholdets grundspilskampe eller i mindst en kamp i Stanley Cup-finalen for mesterholdet,
2. være på holdets spillerliste, når holdet vinder Stanley Cup.

Siden 1994 har holdene imidlertid haft ret til at ansøge NHL-kommisæren, der tager stilling fra sag til sag, om tilladelse til at indgravere navnene på yderligere spillere, som har været ukampdygtige på grund af "formildende omstændigheder". F.eks. fik Detroit Red Wings særlig tilladelse af NHL til at indgravere Vladimir Konstantinovs navn på pokalen, da de forsvarede deres titel i 1998, selvom hans karriere blev afsluttet efter en bilulykke den 13. juni 1997.
Eftersom Montreal Canadiens har vundet klart flest mesterskaber, domineres listen med spillere, der har fået deres navn på pokalen flest gange, af Montreal-spillere. Canadiens' Henri Richard har sit navn indgraveret 11 gange, og har derfor spillet for flere Stanley Cup-mestre end alle andre. På de næste pladser følger Jean Béliveau og Yvan Cournoyer med ti mesterskaber, Claude Provost med ni og tre spillere med otte: Red Kelly (fire for Detroit Red Wings og fire for Toronto Maple Leafs, og dermed det højeste antal for en ikke-Canadiens-spiller) og Canadiens-spillerne Jacques Lemaire og Maurice Richard. Beliveaus navn forekommer flere gang på pokalen end noget andet individ: ti gange som spiller og syv gange som ledelse, dvs. i alt 17 gange.
20 kvinder har fået deres navne indgraveret på Stanley Cup. Den første var Marguerite Norris, der vandt pokalen som formand for Detroit Red Wings i 1954 og 1955. Den eneste canadiske kvinde med sit navn på pokalen er Sonia Scurfield, der vandt den som medejer af Calgary Flames i 1989.
I 2000-01 fik Charlotte Grahame, der var Colorado Avalanches seniordirektør for hockeyadministration, sit navn på pokalen. Hendes søn, John, fik senere sit navn indgraveret som spiller for Tampa Bay Lightning i 2004.

### Indgraveringsfejl
Der er adskillige stavefejl på Stanley Cup, og mange af dem er aldrig blevet rettet, f.eks.
- Pat McReavys navn er fejlagtigt stavet "McCeavy" som deltager på Boston Bruins' 1941-hold på den anden pokal fremstillet i 1957–58. McReavys navn blev ofte også angivet som "McCreavy" på Boston Bruins' holdbilleder. Da Replica Cup blev fremstillet i 1992-93 blev stavefejlen ikke rettet.
- Dickie Moore, der vandt pokalen seks gange, fik sit navn stavet på fem forskellige måder: "D. Moore", "Richard Moore", "R. Moore", "Dickie Moore" og "Rich Moore".
- På samme måde fik Jacques Plante, der vandt pokalen fem gange i træk, sit navn stavet på fem forskellige måder.
- Glenn Halls navn blev fejlagtig stavet "Glin" i 1951-52.
- Alex Delvecchios navn blev stavet "Belvecchio" i 1954.
- Bob Gainey blev stavet "Gainy", der han stillede op for Montreal i 1970'erne.
- Ted Kennedy stavedes "Kennedyy" i 1940'erne.
- Toronto Maple Leafs blev stavet "Leaes" i 1963.
- Boston Bruins blev stavet "BQSTQN" i 1972.
- New York Islanders blev stavet "Ilanders" i 1981.
- I 1996 fik Colorado Avalanches wing Adam Deadmarsh fejlagtigt sit efternavn stavet "Deadmarch". Det blev senere rettet, hvilket var den første rettelse på pokalen. Lignende rettelser blev foretaget i 2002, 2006 og 2010 på navnene for Detroit Red Wings' målmand Manny Legace ("Lagace"), Carolina Hurricanes' forward Eric Staal ("Staaal") og Chicago Blackhawks' forward Kris Versteeg ("Vertseeg").[23]
- Justin Williams, vinderen af Conn Smythe Trophy for sin 2013-14-sæson for Los Angeles Kings, blev stavet "JUSTIN WILLIVIS", hvilket senere er blevet rettet.
- Patrick Maroon fik sit navn stavet på forskellige måder på pokalen: "Patrick Maroon" som spiller på St. Louis Blues i 2018-19 og "Pat Maroon" som repræsentant for Tampa Bay Lightning i 2019-20.

### Udstregede navne
Følgende navnet blev senere udstregnet med en række x'er:
- Peter Pocklington, daværende ejer af Edmonton Oilers, satte sin fars navn, Basil, på Stanley Cup i 1984. Eftersom Basil ikke havde nogen tilknytning til Oilers eller NHL, fik ligaen hans navn strøget.[24]
- Brad Aldrich, Chicago Blackhawks' video review coach under holdets Stanley Cup-deltagelse i 2010, blev streget fra Stanley Cup i 2021 på holdets anmodning som følge af en undersøgelse, der konkluderede, at han havde krænket bl.a. tidligere Blackhawks fremtidhåb Kyle Beach seksuelt.[25]

## Vindere af Stanley Cup
| År   | Vinder                            | Liga                              | Finalemodstander                  | Liga                              | Mat.                              |
| ---- | --------------------------------- | --------------------------------- | --------------------------------- | --------------------------------- | --------------------------------- |
| 2025 | Florida Panthers                  | NHL                               | Edmonton Oilers                   | NHL                               | 4-2                               |
| 2024 | Florida Panthers                  | NHL                               | Edmonton Oilers                   | NHL                               | 4-3                               |
| 2023 | Vegas Golden Knights              | NHL                               | Florida Panthers                  | NHL                               | 4-1                               |
| 2022 | Colorado Avalanche                | NHL                               | Tampa Bay Lightning               | NHL                               | 4-2                               |
| 2021 | Tampa Bay Lightning               | NHL                               | Montréal Canadiens                | NHL                               | 4-1                               |
| 2020 | Tampa Bay Lightning               | NHL                               | Dallas Stars                      | NHL                               | 4-2                               |
| 2019 | St. Louis Blues                   | NHL                               | Boston Bruins                     | NHL                               | 4-3                               |
| 2018 | Washington Capitals               | NHL                               | Vegas Golden Knights              | NHL                               | 4-1                               |
| 2017 | Pittsburgh Penguins               | NHL                               | Nashville Predators               | NHL                               | 4-2                               |
| 2016 | Pittsburgh Penguins               | NHL                               | San Jose Sharks                   | NHL                               | 4-1                               |
| 2015 | Chicago Blackhawks                | NHL                               | Tampa Bay Lightning               | NHL                               | 4-2                               |
| 2014 | Los Angeles Kings                 | NHL                               | New York Rangers                  | NHL                               | 4-1                               |
| 2013 | Chicago Blackhawks                | NHL                               | Boston Bruins                     | NHL                               | 4-2                               |
| 2012 | Los Angeles Kings                 | NHL                               | New Jersey Devils                 | NHL                               | 4-2                               |
| 2011 | Boston Bruins                     | NHL                               | Vancouver Canucks                 | NHL                               | 4-3                               |
| 2010 | Chicago Blackhawks                | NHL                               | Philadelphia Flyers               | NHL                               | 4-2                               |
| 2009 | Pittsburgh Penguins               | NHL                               | Detroit Red Wings                 | NHL                               | 4-3                               |
| 2008 | Detroit Red Wings                 | NHL                               | Pittsburgh Penguins               | NHL                               | 4-2                               |
| 2007 | Anaheim Ducks                     | NHL                               | Ottawa Senators                   | NHL                               | 4-1                               |
| 2006 | Carolina Hurricanes               | NHL                               | Edmonton Oilers                   | NHL                               | 4-3                               |
| 2005 | Ikke uddelt pga. lockout          | Ikke uddelt pga. lockout          | Ikke uddelt pga. lockout          | Ikke uddelt pga. lockout          | Ikke uddelt pga. lockout          |
| 2004 | Tampa Bay Lightning               | NHL                               | Calgary Flames                    | NHL                               | 4-3                               |
| 2003 | New Jersey Devils                 | NHL                               | Mighty Ducks of Anaheim           | NHL                               | 4-3                               |
| 2002 | Detroit Red Wings                 | NHL                               | Carolina Hurricanes               | NHL                               | 4-1                               |
| 2001 | Colorado Avalanche                | NHL                               | New Jersey Devils                 | NHL                               | 4-3                               |
| 2000 | New Jersey Devils                 | NHL                               | Dallas Stars                      | NHL                               | 4-2                               |
| 1999 | Dallas Stars                      | NHL                               | Buffalo Sabres                    | NHL                               | 4-2                               |
| 1998 | Detroit Red Wings                 | NHL                               | Washington Capitals               | NHL                               | 4-0                               |
| 1997 | Detroit Red Wings                 | NHL                               | Philadelphia Flyers               | NHL                               | 4-0                               |
| 1996 | Colorado Avalanche                | NHL                               | Florida Panthers                  | NHL                               | 4-0                               |
| 1995 | New Jersey Devils                 | NHL                               | Detroit Red Wings                 | NHL                               | 4-0                               |
| 1994 | New York Rangers                  | NHL                               | Vancouver Canucks                 | NHL                               | 4-3                               |
| 1993 | Canadiens de Montréal             | NHL                               | Los Angeles Kings                 | NHL                               | 4-1                               |
| 1992 | Pittsburgh Penguins               | NHL                               | Chicago Blackhawks                | NHL                               | 4-0                               |
| 1991 | Pittsburgh Penguins               | NHL                               | Minnesota North Stars             | NHL                               | 4-2                               |
| 1990 | Edmonton Oilers                   | NHL                               | Boston Bruins                     | NHL                               | 4-1                               |
| 1989 | Calgary Flames                    | NHL                               | Canadiens de Montréal             | NHL                               | 4-2                               |
| 1988 | Edmonton Oilers                   | NHL                               | Boston Bruins                     | NHL                               | 4-0                               |
| 1987 | Edmonton Oilers                   | NHL                               | Philadelphia Flyers               | NHL                               | 4-3                               |
| 1986 | Canadiens de Montréal             | NHL                               | Calgary Flames                    | NHL                               | 4-1                               |
| 1985 | Edmonton Oilers                   | NHL                               | Philadelphia Flyers               | NHL                               | 4-1                               |
| 1984 | Edmonton Oilers                   | NHL                               | New York Islanders                | NHL                               | 4-1                               |
| 1983 | New York Islanders                | NHL                               | Edmonton Oilers                   | NHL                               | 4-0                               |
| 1982 | New York Islanders                | NHL                               | Vancouver Canucks                 | NHL                               | 4-0                               |
| 1981 | New York Islanders                | NHL                               | Minnesota North Stars             | NHL                               | 4-1                               |
| 1980 | New York Islanders                | NHL                               | Philadelphia Flyers               | NHL                               | 4-2                               |
| 1979 | Canadiens de Montréal             | NHL                               | New York Rangers                  | NHL                               | 4-1                               |
| 1978 | Canadiens de Montréal             | NHL                               | Boston Bruins                     | NHL                               | 4-2                               |
| 1977 | Canadiens de Montréal             | NHL                               | Boston Bruins                     | NHL                               | 4-0                               |
| 1976 | Canadiens de Montréal             | NHL                               | Philadelphia Flyers               | NHL                               | 4-0                               |
| 1975 | Philadelphia Flyers               | NHL                               | Buffalo Sabres                    | NHL                               | 4-2                               |
| 1974 | Philadelphia Flyers               | NHL                               | Boston Bruins                     | NHL                               | 4-2                               |
| 1973 | Canadiens de Montréal             | NHL                               | Chicago Blackhawks                | NHL                               | 4-2                               |
| 1972 | Boston Bruins                     | NHL                               | New York Rangers                  | NHL                               | 4-2                               |
| 1971 | Canadiens de Montréal             | NHL                               | Chicago Blackhawks                | NHL                               | 4-3                               |
| 1970 | Boston Bruins                     | NHL                               | St. Louis Blues                   | NHL                               | 4-0                               |
| 1969 | Canadiens de Montréal             | NHL                               | St. Louis Blues                   | NHL                               | 4-0                               |
| 1968 | Canadiens de Montréal             | NHL                               | St. Louis Blues                   | NHL                               | 4-0                               |
| 1967 | Toronto Maple Leafs               | NHL                               | Canadiens de Montréal             | NHL                               | 4-2                               |
| 1966 | Canadiens de Montréal             | NHL                               | Detroit Red Wings                 | NHL                               | 4-2                               |
| 1965 | Montreal Canadiens                | NHL                               | Chicago Blackhawks                | NHL                               | 4-3                               |
| 1964 | Toronto Maple Leafs               | NHL                               | Detroit Red Wings                 | NHL                               | 4-3                               |
| 1963 | Toronto Maple Leafs               | NHL                               | Detroit Red Wings                 | NHL                               | 4-1                               |
| 1962 | Toronto Maple Leafs               | NHL                               | Chicago Blackhawks                | NHL                               | 4-2                               |
| 1961 | Chicago Blackhawks                | NHL                               | Detroit Red Wings                 | NHL                               | 4-2                               |
| 1960 | Canadiens de Montréal             | NHL                               | Toronto Maple Leafs               | NHL                               | 4-0                               |
| 1959 | Canadiens de Montréal             | NHL                               | Toronto Maple Leafs               | NHL                               | 4-1                               |
| 1958 | Canadiens de Montréal             | NHL                               | Boston Bruins                     | NHL                               | 4-2                               |
| 1957 | Canadiens de Montréal             | NHL                               | Boston Bruins                     | NHL                               | 4-1                               |
| 1956 | Canadiens de Montréal             | NHL                               | Detroit Red Wings                 | NHL                               | 4-1                               |
| 1955 | Detroit Red Wings                 | NHL                               | Montreal Canadiens                | NHL                               | 4-3                               |
| 1954 | Detroit Red Wings                 | NHL                               | Canadiens de Montréal             | NHL                               | 4-3                               |
| 1953 | Canadiens de Montréal             | NHL                               | Boston Bruins                     | NHL                               | 4-1                               |
| 1952 | Detroit Red Wings                 | NHL                               | Canadiens de Montréal             | NHL                               | 4-0                               |
| 1951 | Toronto Maple Leafs               | NHL                               | Canadiens de Montréal             | NHL                               | 4-1                               |
| 1950 | Detroit Red Wings                 | NHL                               | New York Rangers                  | NHL                               | 4-3                               |
| 1949 | Toronto Maple Leafs               | NHL                               | Detroit Red Wings                 | NHL                               | 4-0                               |
| 1948 | Toronto Maple Leafs               | NHL                               | Detroit Red Wings                 | NHL                               | 4-0                               |
| 1947 | Toronto Maple Leafs               | NHL                               | Canadiens de Montréal             | NHL                               | 4-2                               |
| 1946 | Canadiens de Montréal             | NHL                               | Boston Bruins                     | NHL                               | 4-1                               |
| 1945 | Toronto Maple Leafs               | NHL                               | Detroit Red Wings                 | NHL                               | 4-3                               |
| 1944 | Canadiens de Montréal             | NHL                               | Chicago Blackhawks                | NHL                               | 4-0                               |
| 1943 | Detroit Red Wings                 | NHL                               | Boston Bruins                     | NHL                               | 4-0                               |
| 1942 | Toronto Maple Leafs               | NHL                               | Detroit Red Wings                 | NHL                               | 4-3                               |
| 1941 | Boston Bruins                     | NHL                               | Detroit Red Wings                 | NHL                               | 4-0                               |
| 1940 | New York Rangers                  | NHL                               | Toronto Maple Leafs               | NHL                               | 4-2                               |
| 1939 | Boston Bruins                     | NHL                               | Toronto Maple Leafs               | NHL                               | 4-1                               |
| 1938 | Chicago Blackhawks                | NHL                               | Toronto Maple Leafs               | NHL                               | 3-1                               |
| 1937 | Detroit Red Wings                 | NHL                               | New York Rangers                  | NHL                               | 3-2                               |
| 1936 | Detroit Red Wings                 | NHL                               | Toronto Maple Leafs               | NHL                               | 3-1                               |
| 1935 | Montreal Maroons                  | NHL                               | Toronto Maple Leafs               | NHL                               | 3-0                               |
| 1934 | Chicago Blackhawks                | NHL                               | Detroit Red Wings                 | NHL                               | 3-1                               |
| 1933 | New York Rangers                  | NHL                               | Toronto Maple Leafs               | NHL                               | 3-1                               |
| 1932 | Toronto Maple Leafs               | NHL                               | New York Rangers                  | NHL                               | 3-0                               |
| 1931 | Canadiens de Montréal             | NHL                               | Chicago Blackhawks                | NHL                               | 3-2                               |
| 1930 | Canadiens de Montréal             | NHL                               | Boston Bruins                     | NHL                               | 2-0                               |
| 1929 | Boston Bruins                     | NHL                               | New York Rangers                  | NHL                               | 2-0                               |
| 1928 | New York Rangers                  | NHL                               | Montreal Maroons                  | NHL                               | 3-2                               |
| 1927 | Ottawa Senators                   | NHL                               | Boston Bruins                     | NHL                               | 2-2-0                             |
| 1926 | Montreal Maroons                  | NHL                               | Victoria Cougars                  | WHL                               | 3-1                               |
| 1925 | Victoria Cougars                  | WHL                               | Canadiens de Montréal             | NHL                               | 3-1                               |
| 1924 | Canadiens de Montréal             | NHL                               | Vancouver Maroons                 | PCHA                              | 2-0                               |
| 1923 | Ottawa Senators                   | NHL                               | Vancouver Maroons                 | PCHA                              | 3-1                               |
| 1922 | Toronto St. Patricks              | NHL                               | Vancouver Millionaires            | PCHA                              | 3-2                               |
| 1921 | Ottawa Senators                   | NHL                               | Vancouver Millionaires            | PCHA                              | 3-2                               |
| 1920 | Ottawa Senators                   | NHL                               | Seattle Metropolitans             | PCHA                              | 3-2                               |
| 1919 | Ikke uddelt pga. den spanske syge | Ikke uddelt pga. den spanske syge | Ikke uddelt pga. den spanske syge | Ikke uddelt pga. den spanske syge | Ikke uddelt pga. den spanske syge |
| 1918 | Toronto Arenas                    | NHL                               | Vancouver Millionaires            | PCHA                              | 3-2                               |
| 1917 | Seattle Metropolitans             | PCHA                              | Canadiens de Montréal             | NHA                               | 3-1                               |
| 1916 | Canadiens de Montréal             | NHA                               | Portland Rosebuds                 | PCHA                              | 3-2                               |
| 1915 | Vancouver Millionaires            | PCHA                              | Ottawa Senators                   | NHA                               | 3-0                               |
| 1914 | Toronto Blueshirts                | NHA                               | Victoria Aristocrats              | PCHA                              | 3-0                               |
| 1914 | Toronto Blueshirts                | NHA                               | Canadiens de Montréal             | PCHA                              |                                   |
| 1913 | Quebec Bulldogs                   | NHA                               | Sidney Miners                     |                                   |                                   |
| 1912 | Quebec Bulldogs                   | NHA                               | Moncton Victorias                 | MPHL                              | 2-0                               |
| 1911 | Ottawa Senators                   | NHA                               | Port Arthur Bearcats              | NOHA                              |                                   |
| 1911 | Ottawa Senators                   | NHA                               | Galt                              | OPHL                              |                                   |
| 1910 | Montreal Wanderers                | NHA                               | Berlin Union Jacks                | OPHL                              |                                   |
| 1910 | Montreal Wanderers                | NHA                               | Edminton Eskimos                  | AHL                               |                                   |
| 1910 | Montreal Wanderers                | NHA                               | Galt                              | OPHL                              |                                   |
| 1909 | Ottawa Senators                   | ECAHA                             | Ingen udfordrer                   |                                   |                                   |
| 1908 | Montreal Wanderers                | ECAHA                             | Edmonton Eskimos                  | AHL                               |                                   |
| 1908 | Montreal Wanderers                | ECAHA                             | Toronto Trolley Leaguers          | OPHL                              |                                   |
| 1908 | Montreal Wanderers                | ECAHA                             | Winnipeg Maple Leafs              | MHL                               |                                   |
| 1908 | Montreal Wanderers                | ECAHA                             | Ottawa Victorias                  | FAHL                              |                                   |
| 1907 | Montreal Wanderers                | ECAHA                             | Kenora Thistles                   |                                   |                                   |
| 1907 | Kenora Thistles                   | MPHL                              | Montreal Wanderers                | ECAHA                             |                                   |
| 1906 | Montreal Wanderers                | ECAHA                             | New Glasgow Cubs                  |                                   |                                   |
| 1906 | Montreal Wanderers                | ECAHA                             | Ottawa Silver Seven               | ECAHA                             |                                   |
| 1906 | Ottawa Silver Seven               | ECAHA                             | Smiths Falls                      | FAHL                              |                                   |
| 1906 | Ottawa Silver Seven               | ECAHA                             | Queen's University                |                                   |                                   |
| 1905 | Ottawa Silver Seven               |                                   | Rat Portage Thistles              |                                   |                                   |
| 1905 | Ottawa Silver Seven               |                                   | Dawson City Nuggets               |                                   |                                   |
| 1904 | Ottawa Silver Seven               |                                   | Brandon Wheat Kings               | MNHL                              |                                   |
| 1904 | Ottawa Silver Seven               |                                   | Montreal Wanderers                | FAHL                              |                                   |
| 1904 | Ottawa Silver Seven               |                                   | Toronto Marlboros                 | OHA                               |                                   |
| 1904 | Ottawa Silver Seven               | CAHL                              | Winnipeg Rowing Club              |                                   |                                   |
| 1903 | Ottawa Silver Seven               | CAHL                              | Rat Portage Thistles              |                                   |                                   |
| 1903 | Ottawa Silver Seven               | CAHL                              | Montreal Victorias                | CAHL                              |                                   |
| 1903 | Montreal AAA                      | CAHL                              | Winnipeg Victorias                | MHL                               |                                   |
| 1902 | Montreal AAA                      | CAHL                              | Winnipeg Victorias                | MHL                               |                                   |
| 1902 | Winnipeg Victorias                |                                   | Toronto Wellingtons               | OHA                               |                                   |
| 1901 | Winnipeg Victorias                |                                   | Montral Shamrocks                 | CAHL                              |                                   |
| 1900 | Montreal Shamrocks                | CAHL                              | Halifax Crescents                 |                                   |                                   |
| 1900 | Montreal Shamrocks                | CAHL                              | Winnipeg Victorias                | MHL                               |                                   |
| 1899 | Montreal Shamrocks                | CAHL                              | Queen's University                |                                   |                                   |
| 1899 | Montreal Victorias                | CAHL                              | Winnipeg Victorias                | MHL                               |                                   |
| 1898 | Montreal Victorias                | AHA                               | Ingen udfordrer                   |                                   |                                   |
| 1897 | Montreal Victorias                | AHA                               | Ottawa Capitals                   | CCHA                              |                                   |
| 1896 | Montreal Victorias                | AHA                               | Winnipeg Victorias                | MHL                               |                                   |
| 1896 | Winnipeg Victorias                |                                   | Montreal Victorias                | AHA                               |                                   |
| 1895 | Montreal Victorias                | AHA                               | Ingen udfordrer                   |                                   |                                   |
| 1894 | Montreal AAA                      | AHA                               | Ottawa Generals                   | AHA                               |                                   |
| 1893 | Montreal AAA                      | AHA                               | Ingen udfordrer                   |                                   |                                   |

## Stanley Cup vindere pr. hold
Her følger en liste over hvor mange gange de forskellige hold (franchises) har vundet Stanley Cup'en siden 1915, idet man først begyndte at uddele trofæet på en årlig basis i 1915. Bemærk at listen er opgjort pr. franchise. Det vil sige at et hold kan have vundet trofæet under et navn, skiftet navn og/eller flyttet by sidenhen. I et sådant tilfælde er Stanley Cup-gevinsten opført under det nuværende navn. Dette er f.eks. tilfældet for Toronto Maple Leafs, der tidligere har vundet trofæet under navnene Toronto Arenas og Toronto St. Pats.
| Hold                   | Mesterskaber |
| ---------------------- | ------------ |
| Canadiens de Montréal  | 24           |
| Toronto Maple Leafs    | 13           |
| Detroit Red Wings      | 11           |
| Boston Bruins          | 6            |
| Chicago Blackhawks     | 6            |
| Edmonton Oilers        | 5            |
| New York Islanders     | 4            |
| New York Rangers       | 4            |
| Ottawa Senators        | 4            |
| Colorado Avalanche     | 3            |
| New Jersey Devils      | 3            |
| Pittsburgh Penguins    | 3            |
| Tampa Bay Lightning    | 3            |
| Florida Panthers       | 2            |
| Los Angeles Kings      | 2            |
| Montreal Maroons       | 2            |
| Philadelphia Flyers    | 2            |
| Anaheim Ducks          | 1            |
| Calgary Flames         | 1            |
| Carolina Hurricanes    | 1            |
| Dallas Stars           | 1            |
| Seattle Metropolitans  | 1            |
| St. Louis Blues        | 1            |
| Vancouver Millionaires | 1            |
| Vegas Golden Knights   | 1            |
| Victoria Cougars       | 1            |
| Washington Capitals    | 1            |

Noter:
1.) Det Ottawa Senators-hold der er opført på denne liste henviser til det oprindelige Ottawa Senators hold der eksisterede frem til 1934.